# Софроны (Пермский край)
Софроны — деревня в Пермском районе Пермского края. Входит в состав Двуреченского сельского поселения.

## Географическое положение
Расположена на реке Большая Сыра примерно в 23 км к северо-востоку от административного центра поселения, села Ферма, и в 20 км к юго-востоку от центра города Перми.

## Население
| 2008 | 2010 |
| ---- | ---- |
| 26   | ↗44  |

## Улицы[2]
- Омская ул.
- Центральная ул.
- Таёжная ул.

## Топографические карты
- Лист карты O-40-77 Юг. Масштаб: 1 : 100 000. Состояние местности на 1983 год. Издание 1985 г.